# Akō, Hyōgo
Akō (赤穂市 Akō-shi) là một thành phố thuộc tỉnh Hyōgo, Nhật Bản.